# Antiarina
La antiarina es un glucósido cardíaco venenoso producido por el árbol Antiaris toxicaria. Su fórmula química es C29H42O11 Existen dos formas: la α-antiarina y β-antiarina.